# مركز سكة حديد باكينغهامشير
مركز سكة حديد باكينغهامشير (بالإنجليزية: Buckinghamshire Railway Centre)‏ هو متحف للسكك الحديدية للحفاظ على تاريخ السكك الحديدية القديمة. تديره جمعية كوينتون للسكك الحديدية المحدودة في محطة کواينتون رود للسكك الحديدية، على بعد حوالي 5 ميل (8.0 كـم) غرب أيلزبري في باكينجهامشير بإنجلترا.